# Ring of Life
Ring of Life, или Кольцо Жизни (кит. упр. 生命之环, пиньинь shēngmìng zhī huán) — сооружение в Фушуне, провинция Ляонин, КНР, напоминающее по форме кольцо.
Здание представляет собой кольцо, внешний диаметр — 170 метров, внутренний — 150. Наверху расположены смотровые площадки, на которые ведут специальные лифты, создана система подсветки из 12 тыс. светодиодов.

## История
В мае 2009 года дизайнер Гэри Годдард и его компания Goddard Group выполняла заказ муниципального правительства на застройку 2 км2 Фушуньской Зоны экономического развития (общая площадь — 22 км2), расположенную недалеко от города Фушунь, провинция Ляонин. Кроме всего прочего Годдард предлагал план создания тематического парка Dream World в самом Фушуне. 
Годдард и его компания предложили целый спектр различных идей застройки города, в том числе торговые районы, рекреационные зоны, а также предложил концепцию создания Кольца Жизни. В январе 2010 года Goddard Group взялась за осуществление проекта, был разработан план Ring of Life. 
Ring of Life создавался специально как туристическая достопримечательность, победив на конкурсе региональных проектов. Также был признан и на национальном уровне. При строительстве понадобилось 3,5 тыс. тонн стали, а стоимость оценивается в $16 млн.
Первая фаза строительства Нового Города Шэньфу должна завершилась весной 2013 года, а информация о строительстве Ring of Life начала распространяться с ноября 2012 года, тогда же появились и первые фотографии здания. Проект сравнивался с Воротами Запада в Сент-Луисе, штат Миссури, США. Некоторые пользователи интернет-форумов сравнивали здание с объектом из научно-фантастических романов, где открыта телепортация, и фильмов «Звёздные врата», в основном из-за его размеров и внешнего вида.

## Оценки
Ring of Life получил в основном сдержанно-положительные оценки. Так, газета The Huffington Post назвала проект «ошеломляющим», а журнал National Geographic выпустил фотографию в разделе «Лучшее в сентябре 2012».. Однако, английская Daily Mail оценивала Ring of Life как «восточное излишество». 